# Доњи Дупени
Доњи Дупени (мкд. Долно Дупени) су насеље у Северној Македонији, у јужном делу државе. Доњи Дупени припадају општини Ресан. Ово је најјужније место у држави.

## Географија
Насеље Доњи Дупени је смештено у крајње јужном делу Северне Македоније, близу државне границе са Грчком (2 km јужно од села). Од најближег већег града, Битоља, насеље је удаљено 55 km југозападно, а од општинског средишта 30 јужно.
Доњи Дупени се налазе у области Доње Преспе, области око северне обале Преспанског језера. Насеље је смештено на источној обали Преспанског језера, док се километар источно од насеља почиње издизати планина Баба. Надморска висина насеља је приближно 890 метара.
Клима у насељу је планинска због знатне надморске висине.

## Становништво
Доњи Дупени су према последњем попису из 2002. године имали 235 становника. 
Претежно становништво су етнички Македонци (99%).
Већинска вероисповест је православље.